# Gerhard Podskalsky
Gerhard Podskalsky SJ (ur. 16 marca 1937 w Saarbrücken, zm. 6 lutego 2013 w Kolonii) – niemiecki duchowny katolicki, jezuita, historyk, filozof i teolog. 
W latach 1975–2005 był profesorem Wyższej Szkoły Filozoficzno-Teologicznej św. Jerzego we Frankfurcie nad Menem. Należał do najwybitniejszych historyków Kościoła. Tematem jego prac badawczych były Kościoły wschodnie tradycji bizantyńskiej ze szczególnym uwzględnieniem krajów słowiańskich.

## Publikacje w języku polskim
- Chrześcijaństwo i literatura teologiczna na Rusi Kijowskiej : (988-1237),  przeł. Juliusz Zychowicz, Kraków: WAM 2000.
- Literatura teologiczna południowych Słowian - pomiędzy Bizancjum a Rusią : wykład wygłoszony 28 kwietnia 2005 roku w Collegium Europaeum Gnesnense, tł. i oprac. Kazimierz Ilski, Gniezno: Fundacja Collegium Europaeum Gnesnense 2005.